# Petasosella parkeri
Petasosella parkeri is een mosdiertjessoort uit de familie van de Otionellidae. De wetenschappelijke naam van de soort is voor het eerst geldig gepubliceerd in 1998 door Bock & Cook.